# 然达亚
然达亚是巴西戈亚斯州的一个市镇。总面积864.104平方公里，总人口6244人，人口密度7.2人/平方公里。